# Postacie eucharystyczne
Postacie eucharystyczne – według doktryny Kościołów chrześcijańskich ciało i krew Chrystusa, ukryte pod postaciami chleba i wina. W zależności od wyznania, w danym Kościele może panować przekonanie o transsubstancjacji, konsubstancjacji lub też sposób dokonania tej przemiany nie jest zdogmatyzowany.

## Kościół rzymskokatolicki

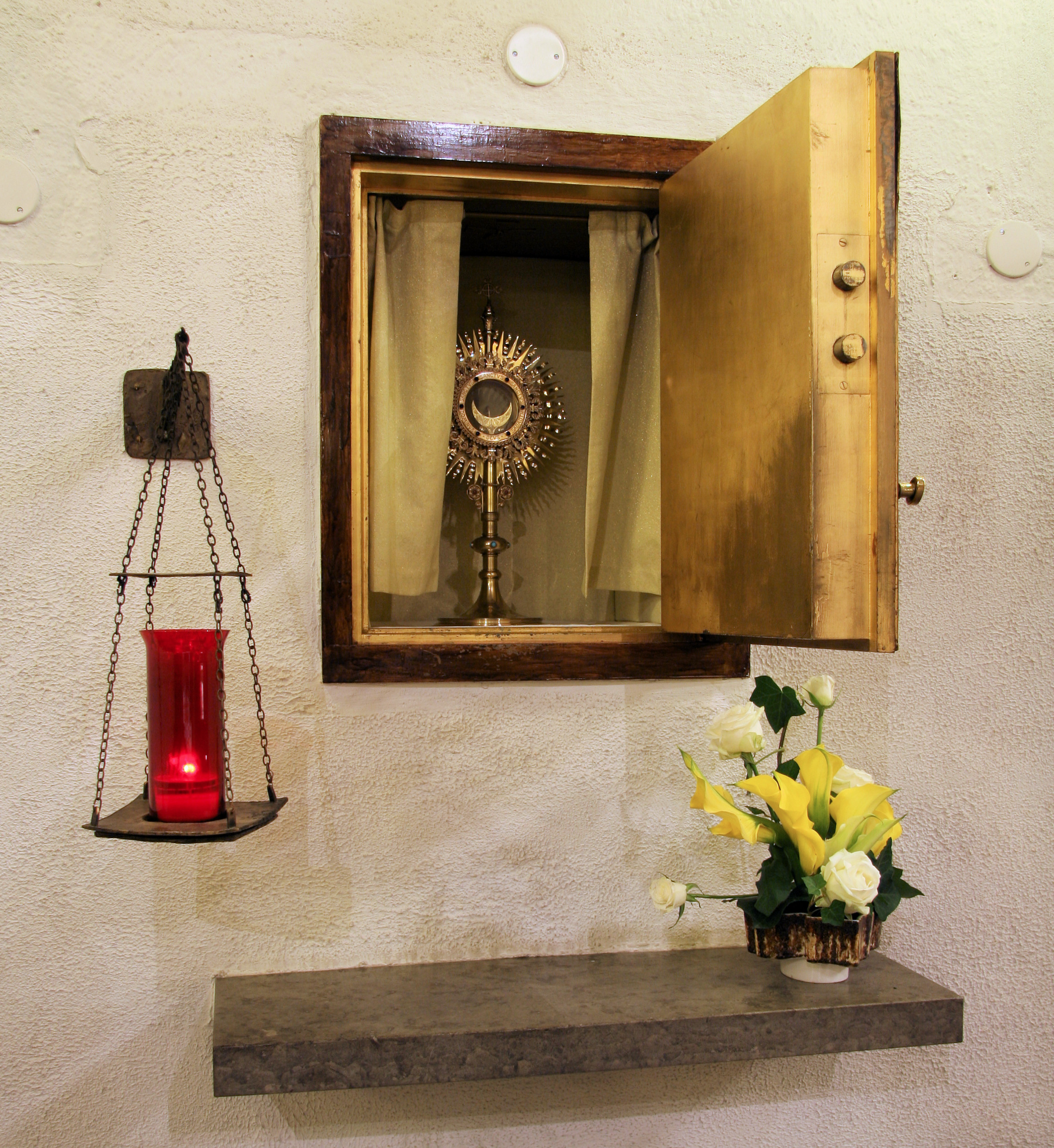
Monstrancja w tabernakulum

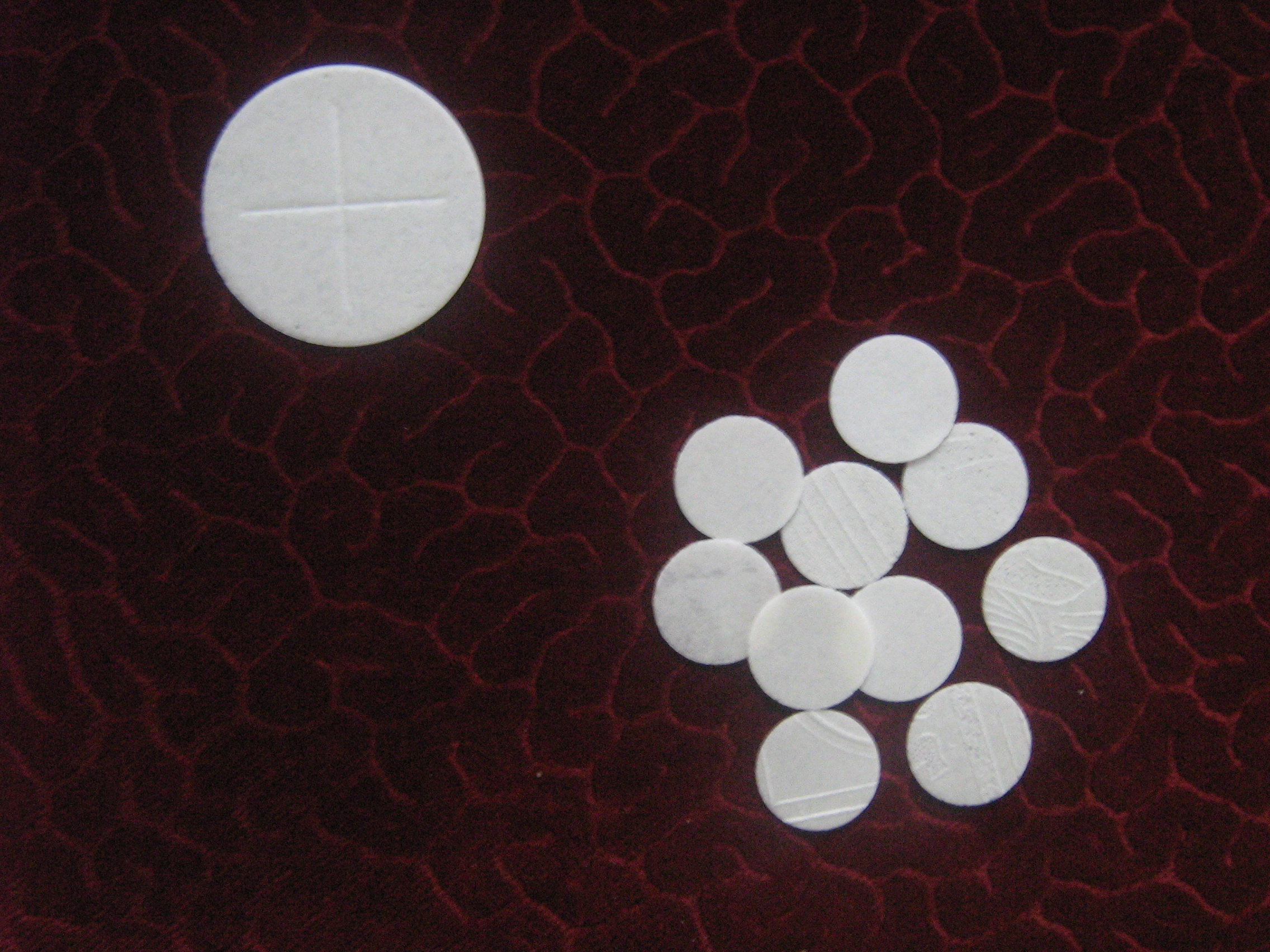
Hostia i komunikanty

Kościół rzymskokatolicki uznaje dogmat o transsubstancjacji, a także wierzy w obecność Chrystusa w postaciach eucharystycznych również po zakończeniu mszy świętej, dopóki trwają postacie chleba i wina. Stąd ogromna troska o przechowywanie chleba i wina w bezpiecznym i godnym miejscu (osobne kaplice Najświętszego Sakramentu, tabernakula) w naczyniach liturgicznych. Kielich i patena po rozdzieleniu wiernym komunii świętej muszą zostać wypuryfikowane (oczyszczone), za pomocą puryfikaterza (lnianego ręczniczka), przez wyświęconego duchownego (biskupa, kapłana, diakona) lub akolitę.
Rzymskokatolicy do sprawowania Eucharystii używają chleba przaśnego (pod postacią opłatka) i białego wina. Komunia święta jest w postaci hostii (spożywana przez kapłana) i komunikantów (spożywanych przez wiernych).
Profanacja Eucharystii jest w nauczaniu tego Kościoła ciężkim przestępstwem kanonicznym, za które grozi katolikowi kara ekskomuniki.
W katolicyzmie dawniej do pierwszej komunii świętej przystępowały dzieci około 16-letnie. Nasilały się jednak prośby małych dzieci o umożliwienie im przystępowania do komunii świętej, dlatego 8 sierpnia 1908 roku ukazał się wydany przez papieża Piusa X dekret Quam singulari Christus amore, zezwalający na przyjmowanie komunii świętej przez dzieci 9-letnie.

## Kościoły prawosławne

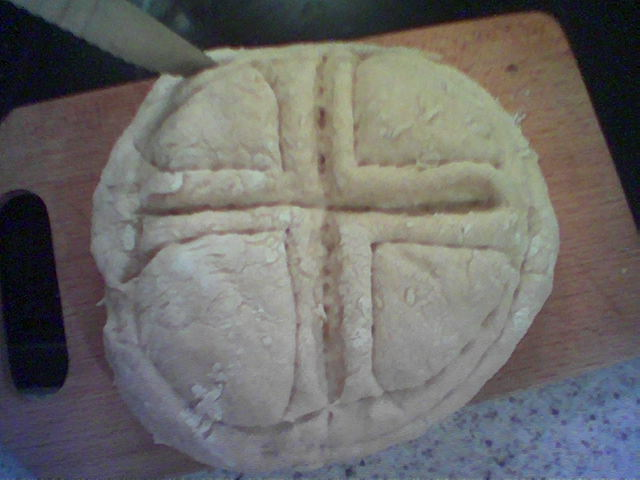
Prosfora

W prawosławiu Święte Dary darzone są niezwykłą czcią i obowiązuje wiara w trwałą obecność Chrystusa w postaciach eucharystycznych. Przygotowanie darów ofiarnych odbywa się ze szczególną czcią modlitewną w obrzędach Proskomidii, na żertwienniku (żertwa - ofiara), z błogosławieństwem na pamiątkę Chrystusa, na cześć Bogurodzicy i Świętych Pańskich. Konsekracji dokonuje się na Świętym Stole (prestole), zasłoniętym Ikonostasem. Na centralnej części Prestołu jest Darochranitielnica (tabernakulum), w której przechowuje się postacie tylko dla chorych i umierających, pozostałych postaci z komunii świętej nie przechowuje się. Prawosławni do eucharystii używają chleba kwaszonego, pod postacią prosfory. Komunię świętą duchowny udziela łyżeczką pod dwoma postaciami: cząstki prosfory z czerwonym winem.
W prawosławiu chrzest i bierzmowanie są połączone we wspólnej uroczystości, których udziela kapłan. Następnie w niedługim czasie jest wprowadzenie dziecka do świątyni, gdzie otrzymuje pierwszą komunię świętą, pod dwoma postaciami. Dziecko bez spowiedzi może przystępować do komunii świętej do siódmego roku życia. Dzieci 7-letnie, gdy mają już świadomość grzechu, przystępują do pierwszej spowiedzi świętej. Każda następna komunia święta jest poprzedzona spowiedzią i postem eucharystycznym, od wieczora dnia poprzedniego.

## Protestantyzm
Kościoły protestanckie wierzą w obecność Chrystusa w postaciach eucharystycznych tylko podczas sprawowania Wieczerzy Pańskiej (Eucharystii), którą nazywają Sakramentem Ołtarza, Sakramentem Ciała i Krwi Pańskiej. Wierni spożywają Chleb i Wino (w kielichu lub kieliszkach). W kościołach nie ma tabernakulum i postaci eucharystycznych się nie przechowuje, tylko pozostałości także się spożywa. Sposób pojmowania tej obecności zależny od wyznania: w przypadku tradycji luterańskiej jest to konsubstancjacja/unia sakramentalna, natomiast w tradycji reformowanej obecność duchowa lub symboliczna.
W kościele Adwentystów Dnia Siódmego, na Wieczerzy Pańskiej, wiernym jest podawany chleb i czerwone wino w kieliszkach.
W Kościele Ewangelicko-Augsburskim pierwsza komunia święta i konfirmacja (bierzmowanie) są połączone we wspólnej uroczystości, do której przystępują dzieci 15-letnie. Wcześniej dzieci uczestniczą w rocznych naukach konfirmacyjnych. W Kościele Luterańskim, Kalwińskim i Ewangelicko-Metodystycznym do pierwszej komunii świętej przystępują dzieci 14-letnie. A w kościołach Baptystycznym i Zielonoświątkowym pierwszą komunię świętą przyjmują dorośli po przyjęciu chrztu świętego.

## Świadkowie Jehowy
W trakcie dorocznego święta Wieczerzy Pańskiej Świadkowie Jehowy używają wyłącznie przaśnego chleba oraz zwykłego czerwonego wina. Emblematy te symbolizują ciało i krew Chrystusa, lecz nie uważa się ich za literalne ciało i krew ani nie przyjmuje się, jakoby w trakcie uroczystości miała zachodzić cudowna przemiana w literalne ciało i krew Jezusa. Zdecydowana większość obchodzących to święto ma nadzieję na otrzymanie w darze życia wiecznego na ziemi, w raju podobnym do tego, w jakim żyli Adam i Ewa. Osoby te nie spożywają chleba i wina w trakcie święta Wieczerzy Pańskiej. Emblematy podają sobie z rąk do rąk, spożywać może tylko ograniczona grupa 144 000 osób, tzw. pomazańców, która dostąpi przywileju współrządzenia w niebie wspólnie z Chrystusem.

## Linki nzewnętrzne
- Marek Blaza SJ Wszyscy jesteśmy Ludem Eucharystii